# Zoo Tycoon (jogo eletrônico de 2001)
Zoo Tycoon é um jogo eletrônico de simulação de negócios desenvolvido pela Blue Fang Games e publicado pela Microsoft Game Studios para Microsoft Windows. Uma versão para macOS foi publicada pela Aspyr em julho de 2003 e uma versão para Nintendo DS, intitulada Zoo Tycoon DS, foi publicada pela THQ em 10 de outubro de 2005. Ele recebeu dois pacotes de expansão, Dinosaur Digs e Marine Mania, ambos lançados em 2002, bem como uma sequência, Zoo Tycoon 2, lançada em 2004.

## Jogabilidade
O objetivo de Zoo Tycoon é criar um zoológico próspero, construindo exposições para acomodar os animais e manter os visitantes e os animais felizes. A construção de exposições é um dos principais objetivos de Zoo Tycoon. Para manter os visitantes e os animais felizes, as exposições devem ser adequadas ao animal; por exemplo, um leão é mais adequado a um ambiente de savana. As opções de terreno, folhagem, pedras, abrigos, cercas, brinquedos e a presença de tratadores contribuem para a adequação de uma exposição e para a felicidade do animal. A felicidade dos visitantes depende da escolha do animal, da felicidade do animal, das construções e do cenário. Os edifícios incluem banheiros, restaurantes e barracas de comida, lojas, casas de répteis, aviários e edifícios de entretenimento, como cinemas. O cenário envolve a estética que aumenta um pouco a felicidade dos visitantes, como arte de topiaria, postes de luz e bancos. Manter a felicidade dos animais e dos visitantes em alta permite que o jogador ganhe prêmios monetários e mantenha uma renda estável. Para ajudar a gerenciar o zoológico em expansão, os jogadores podem empregar funcionários de manutenção, tratadores e guias turísticos. Se os animais escaparem de seus recintos, eles podem atacar e possivelmente matar hóspedes e funcionários.
Há três modos de jogo em Zoo Tycoon: Tutorial, Scenario e Freeform. O modo Tutorial ensina o jogador a construir exposições e a manter os visitantes satisfeitos. O modo Scenario faz com que o jogador conclua uma série de objetivos mediante restrições. Esses objetivos podem incluir a obtenção de um determinado nível de satisfação dos hóspedes e dos animais, a adequação de uma determinada exposição, a exibição de um determinado número de animais ou a procriação de um determinado animal. O modo Freeform permite que o jogador escolha a quantia de dinheiro e o mapa com o qual ele começa. O jogador é apresentado a um lote aberto e a uma seleção limitada de animais, edifícios e cenários disponíveis para compra. À medida que o jogo avança, mais animais e itens tornam-se disponíveis. Outros animais e itens podem ser pesquisados, onde é investido dinheiro para torná-los jogáveis.

## Desenvolvimento
A Blue Fang Games originalmente pensou em criar um jogo de simulação em que o jogador gerenciaria um aeroporto, mas a ideia foi descartada pelo CEO Hank Howie, que disse que, em comparação com lugares como parques temáticos, aeroportos não são "divertidos". A equipe então se voltou para um jogo de construção de zoológico e rapidamente começou a pesquisar sobre cuidados e comportamento animal, enviando artistas, animadores e desenvolvedores para zoológicos na região de Boston e arredores, além de levar uma equipe para o zoológico de São Francisco. A equipe aprendeu como os zoológicos funcionam para descobrir onde era permitido tomar liberdades criativas, citando que, durante o desenvolvimento da expansão Marine Mania, a equipe deu aos golfinhos a capacidade de fazer truques que não eram completamente realistas porque eles achavam que seria mais divertido. A equipe de desenvolvimento também tentou cuidadosamente encontrar um equilíbrio entre ensinar os jogadores sobre conservação e entretenimento, citando os esforços educacionais realizados em zoológicos reais.

## Pacotes de expansão
Zoo Tycoon recebeu dois pacotes de expansão: Dinosaur Digs, que adicionou itens e animais pré-históricos e mitológicos, e Marine Mania, que adicionou itens e animais aquáticos. A Microsoft Game Studios incluiu os dois pacotes de expansão com o jogo base e conteúdos bônus para criar Zoo Tycoon Complete Collection.

### Dinosaur Digs
Lançado em 19 de maio de 2002, Dinosaur Digs inclui 20 novos animais pré-históricos para escolher, incluindo mamutes, tigres-dente-de-sabre e dinossauros variados, bem como itens e construções com temas pré-históricos. Além disso, foram introduzidos novos tipos de cercas elétricas para acomodar os animais e a folhagem pré-histórica. Assim como no jogo base, é possível pesquisar mais animais extintos, folhagens e melhores cuidados com os dinossauros. Cada dinossauro é adotado como um ovo. O jogo apresenta um novo membro da equipe, o cientista, para cuidar do ovo e, quando ele eclodir, do próprio dinossauro.

### Marine Mania
O segundo pacote de expansão, Marine Mania, foi lançado em 18 de outubro de 2002. A expansão permite que os jogadores criem e gerenciem exposições subaquáticas ou mesclem tanques aquáticos com habitats terrestres tradicionais. Tutoriais interativos e especialistas marinhos virtuais estão disponíveis para ajudar os jogadores a manter a felicidade dos animais. Além disso, foram adicionados 10 novos cenários. O pacote de expansão também oferece a possibilidade de criar shows aquáticos.

## Recepção
Zoo Tycoon recebeu avaliações "mistas ou medianas" da crítica especializada de acordo com o agregador de críticas Metacritic. Jornalistas elogiaram a premissa do jogo mas, em geral, os gráficos foram considerados decepcionantes e a falta de elementos para expressar a criatividade do jogador foram criticados.
Eric Bratcher analisou a versão para Windows do jogo para a Next Generation, classificando-o com três estrelas de cinco e afirmando que o jogo "é uma diversão agradável, mas é tão profundo quanto uma poça e frustrantemente complicado." Andrew Park, em uma análise para a GameSpot, comparou Zoo Tycoon negativamente a RollerCoaster Tycoon, afirmando que as exibições de animais são "relativamente estáticas" ao invés de "animadoras e fantásticas", mas que o "cuidar de um zoológico cheio de seus próprios animais em miniatura tem seu próprio charme [...] e Zoo Tycoon transmite este charme bem." Dan Adams, em uma análise para a IGN, afirmou que o jogo falha em capturar a magia de zoológicos reais, afirmando que o jogador vai ficar "entediado com os gráficos e sons medianos e a triste falta de criatividade real", recomendando-o apenas para "aqueles que nunca estiveram e nunca planejam estar em um zoológico real ou que só precisam ter qualquer coisa relacionada a zoológicos."

### Vendas
Zoo Tycoon foi um sucesso comercial. Em um ano, o jogo vendeu mais de um milhão de cópias. Até outubro de 2003, suas vendas globais haviam ultrapassado a marca de 2,5 milhões de cópias, ou 3 milhões quando adicionadas às vendas de seus pacotes de expansão. O NPD Group declarou que o jogo foi o oitavo jogo para computador mais vendido de 2002 e o 11º mais vendido de 2003. Subsequentemente, o pacote Zoo Tycoon Complete Collection foi classificado como o 10º jogo mais vendido para computadores em 2004, 16º em 2005 e 12º em 2006.

## Sequência
Zoo Tycoon 2 foi lançado em novembro de 2004. Embora inicialmente contivesse menos animais do que o Zoo Tycoon original, mais animais foram introduzidos em seus pacotes de expansão: Zoo Tycoon 2: Endangered Species, Zoo Tycoon 2: African Adventure, Zoo Tycoon 2: Marine Mania e Zoo Tycoon 2: Extinct Animals. Os dois primeiros foram incluídos no pacote Zoo Tycoon 2: Zookeeper Collection; todos eles foram incluídos no pacote Zoo Tycoon 2 Ultimate Collection.